# Petra Kabus
Petra Kabus (* 1963 in Cottbus; † 23. Dezember 2013 in Cottbus) war eine deutsche Germanistin, Autorin und Verlagslektorin.

## Leben und Wirken
Petra Kabus studierte Germanistik, Anglistik und Pädagogik an der Humboldt-Universität zu Berlin. 1992 wurde sie mit einer Arbeit zu Hans Jakob Christoffel von Grimmelshausen an der Universität Potsdam zum Dr. phil. promoviert. Ab 1994 arbeitete sie als freie wissenschaftliche Autorin und Lektorin.
Petra Kabus war wissenschaftliche Mitarbeiterin am Zentrum für Zeithistorische Forschung in Potsdam und Mitarbeiterin der Jean-Paul-Edition der Berlin-Brandenburgischen Akademie der Wissenschaften. Sie war Projektleiterin der Landeskampagnen „Kulturland Brandenburg: Romantik“ (2002) und „Kulturland Brandenburg: Landschaft und Gärten“ (2004) und Mitarbeiterin bei der Stiftung Fürst-Pückler-Park.
Schwerpunkte ihrer Arbeit waren die deutsche Literaturgeschichte des 19. und 20. Jahrhunderts, die Literatur des 19. Jahrhunderts in Berlin und Brandenburg und die DDR- und Zeitgeschichte.

## Schriften
- Verkehrte Welt. Zur schriftstellerischen und denkerischen Methode Grimmelshausens im „Abentheurlichen Simplicissimus teutsch“. Dissertation. Universität Potsdam 1992. Lang, Frankfurt am Main 1993, ISBN 3-631-44774-4.
- (Hrsg.): Theodor Fontane: Graf Petöfy. Aufbau, Berlin 1999, ISBN 3-351-03119-X. (Das erzählerische Werk. Band 7).
- mit Wolf G. Schmidt, Elisa Müller-Adams, Sabine Eickenrodt (Mitarb.): Jahrbuch der Fouqué-Gesellschaft Berlin Brandenburg 2000. Hrsg. Julia Bertschik. Weidler, Berlin 2000, ISBN 3-89693-155-5.
- mit Christian Härtel (Hrsg.): Das Westpaket. Geschenksendung, keine Handelsware. Links, Berlin. 2. Auflage 2000, ISBN 3-86153-221-2.
- (Hrsg.): Blühende Landschaften. Romantik in Brandenburg. be.bra, Berlin 2002, ISBN 3-930863-85-5.
- Hätte Tucholsky für die DDR-Weltbühne geschrieben? In: Stefanie Oswalt (Hrsg.): Die Weltbühne. Zur Tradition und Kontinuität demokratischer Publizistik. Röhrig, St. Ingbert 2003, ISBN 3-86110-336-2, S. 216
- (Hrsg.): Caroline de la Motte Fouqué: Ausgewählte Werke. Nachdruck. Olms, Hildesheim, Zürich, New York 2003–2005, ISBN 3-487-10975-1.
- mit Markus Bernauer, Angela Goldack (Hrsg.): Jean Pauls Sämtliche Werke. Historisch-kritische Ausgabe. Band 3.2: 1799 bis 1800. Akademie-Verlag, Berlin 2009, ISBN 978-3050045511.
- mit Constanze Schröder: Genial. Erfindungen in Berlin und Brandenburg. Culturcon-Medien, Berlin/Wildeshausen 2010, ISBN 978-3-941092-32-7.
- mit Bernhard Echte (Hrsg.): Das Wort und die Freiheit. Jean-Paul-Bildbiografie. Nimbus. Kunst und Bücher, Wädenswil 2013, ISBN 978-3-907142-83-7.